# 에이벡스 뱅가드
에이벡스 뱅가드(일본어: エイベックス・マネジメント)는 일본의 연예 기획사였다. 2013년 10월 1일, 에이벡스 그룹 산하의 에이벡스 매니지먼트에서 관리 사업 등의 일부를 회사 분할 형태로 신설되었으나, 2017년 4월 1일자로 에이벡스 매니지먼트에 흡수 합병되었다.